# سیارک‌های گونه وی

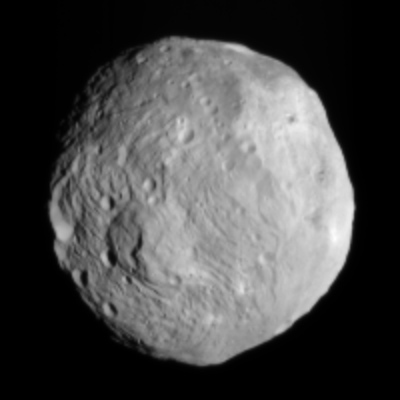
نمای سیارک ۴ وستا یکی از سیارک‌های گونهٔ وی، تصویربرداری‌شده توسط ناسا – ۲۰۱۱

سیارک‌های گونهٔ وی (به انگلیسی: V-type asteroid)، که به آن‌ها وستوید (vestoid) هم گفته می‌شود سیارک‌هایی هستند که نوع طیفی آن‌ها همانند طیف سیارک ۴ وستا است. بنا بر تخمین حدود ۶٪ از سیارک‌های کمربند اصلی وستروید هستند، که وستا خود به مراتب بزرگ‌ترین آنهاست. آنها به نسبت دیگر سیارک‌ها روشن‌ترند و مانند گونهٔ متداول‌تر؛ سیارک‌های نوع اس، که آن‌ها هم از مواد سنگی آهنی و کندریت معمولی ساخته شده‌اند، در حالی که سیارک‌های گونهٔ وی حاوی پیروکسن بیشتری نسبت به سیارک‌های نوع اس هستند.
بخش بزرگی از وستویدها با سیارک وستا دارای عناصر مداری همانندی؛ یا به اندازه کافی نزدیک، به بخشی از خانواده وستا هستند، یا دارای گریز از مرکز و انحراف مداری مشابهی ا آن هستند اما نیم‌قطر بزرگ آن‌ها بین ۲٫۱۸ واحد نجومی (AU) و ۳: ۱ شکاف کرک‌وود در 2.50 AU قرار دارد. این نشان می‌دهد که منشأ بیشتر یا همه آنها می‌تواند پاره‌هایی از پوسته وستا باشد، که احتمالاً توسط یک تک برخورد بسیار نیرومند در مقطعی از تاریخ آن به اطراف پراکنده شده‌است. دهانهٔ بسیار وسیع ریسیلویا در نیمکرهٔ جنوبی وستا، نامزد نخست برای سایت چنین رویدادی‌است.
طیف الکترومغناطیسی در بخش بلند(longward) دارای ویژگی جذب بسیار قوی ۰٫۷۵ میکرومتر (یکا)ی است، ویژگی دیگر حدود ۱ میکرومتری و در بخش کوتاه (shortwards) بسیار قرمزِ ۰٫۷ میکرون است. طیف طول موج قابل مشاهدهٔ سیارک‌های گونهٔ وی (از جمله خود ۴ وستا) شبیه به طول موج شهاب شهاب‌سنگ‌های اچ‌ای‌دی کندریت بازالتی هستند.
یک گونهٔ سیارکی (جِی J)؛ (سیارک‌های گونهٔ جِی)، برای سیارک‌هایی که باند جذب به ویژه قوی ۱ میکرونی مانند شهاب‌سنگ‌های دیوجنیت دارند، (به احتمال زیاد پاره‌ای از قسمت‌های عمیق‌تر پوستهٔ وستا باشند، پیشنهاد شده‌است.